# The Cave (datorspel)
The Cave är ett pussel-plattformsspel utvecklat av Double Fine Productions och gavs ut av Sega i januari 2013 till Playstation Network, Nintendo eShop, Xbox Live Arcade och Steam. Det gavs senare ut den 3 oktober 2013 till iOS och den 2 december 2013 till Ouya.
Spelet skapades av Ron Gilbert, och som bygger på en idé som han har haft i nästan tjugo år om en grotta som lockar till sig människor för att utforska sina mörkare personlighetsdrag. Spelet lånar koncept från hans tidigare spel från 1987, Maniac Mansion, där spelaren först väljer tre av sju valbara karaktärer för att utforska grottan. I spelets många pussel måste de tre karaktärerna samarbeta för att slutföra dessa, medan vissa pussel är specifika för de unika förmågor som en av karaktärerna har. På detta sätt kan grottan endast undersökas till fullo genom flera spelomgångar.